# Liste der Bischöfe von Krakau

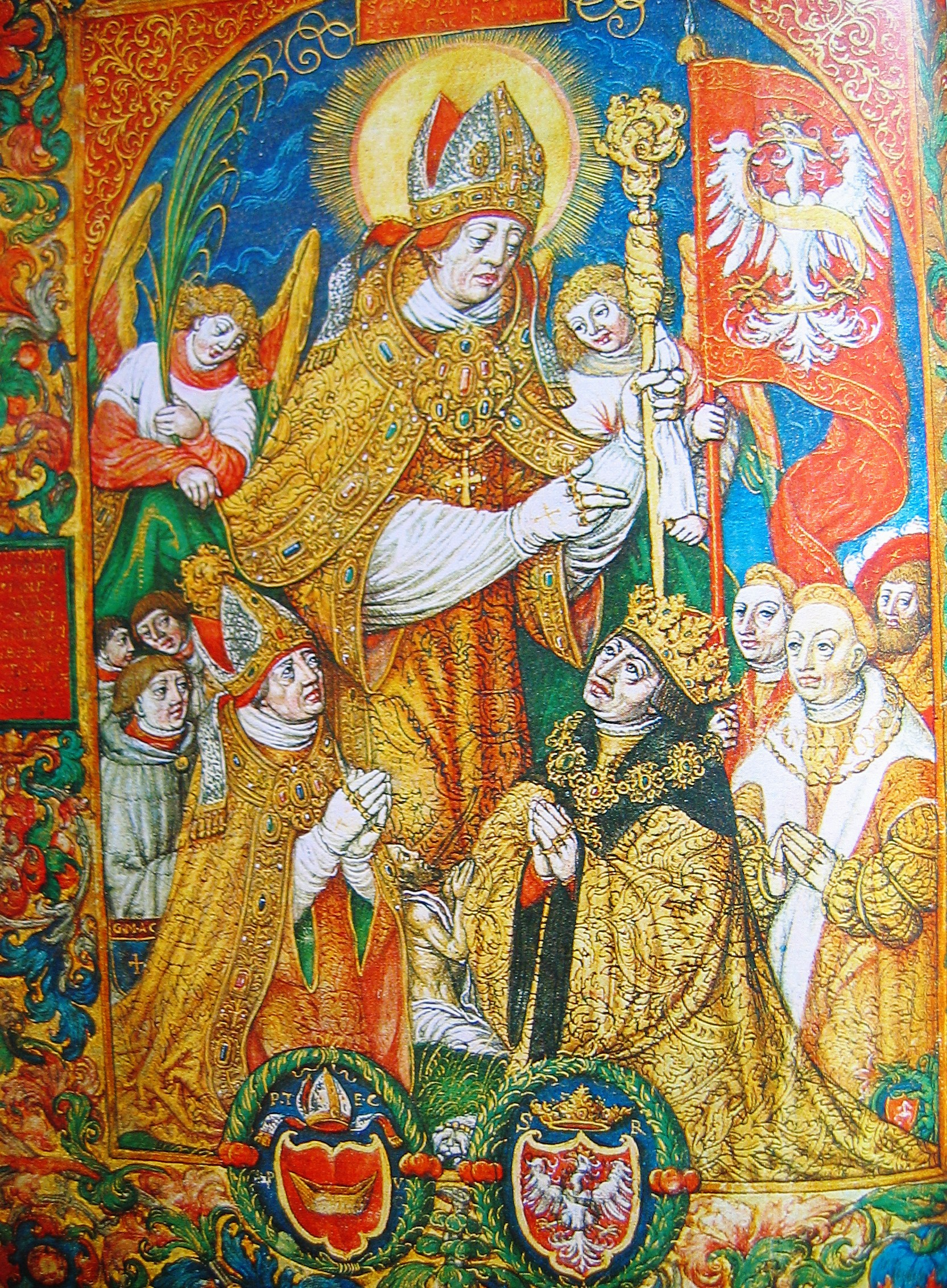
Der heilige Stanislaus, Patron des Bistums Krakau und Schutzpatron Polens, war im 11. Jahrhundert Bischof von Krakau

Das Bistum Krakau wurde im 10. Jahrhundert möglicherweise von Prag aus gegründet. Für die ersten Jahre gibt es keine schriftlichen Quellen außer einer Liste der ersten Bischöfe.
Im Jahr 1000 wurde das Bistum Krakau dem neuen Erzbistum Gnesen unterstellt.
Von 1443 bis 1791 waren die Bischöfe von Krakau auch Herzöge von Siewierz, der Titel eines Herzogs von Siewierz wurde bis 1951 geführt.
Mit Erhebung Krakaus zum Erzbistum 1925 erhielt Bischof Adam Stefan Sapieha den Titel Erzbischof.

## Bischöfe von Krakau
| Bischof                                      | von             | bis   | Anmerkung | Darstellung | Wappen |
| -------------------------------------------- | --------------- | ----- | --- | ----------- | ------ |
| Prohorius                                    | ?               | ?     | Erster erwähnter Bischof. Zeit und Umstände des Amtes unklar. |             |        |
| Proculphus                                   | ?               | ?     | |             |        |
| Poppo                                        | spätestens 1000 | ?     | beim Akt von Gnesen 1000 als Suffraganbistum dem neuen Erzbistum Gnesen unterstellt. |             |        |
| Gompo                                        | ?               | ?     | nur in Liste erwähnt |             |        |
| Lambert I.                                   | ?               | ?     | nur in einer späteren Liste erwähnt, Existenz unsicher |             |        |
| Rachelinus                                   | vor 1032?       | 1046? | |             |        |
| Aaron                                        | 1046?           | 1059  | Erzbischof, Seliger |             |        |
| Lambert II. Suła                             | 1061            | 1071  | vollendete den ersten romanische Dombau (Wawel-Kathedrale) |             |        |
| Stanislaus                                   | 1072            | 1079  | † 11. April 1079 (Martyrium – während der Heiligen Messe erschlagen und gevierteilt), von Papst Innozenz IV. am 8. September 1253 in Assisi heiliggesprochen, Patron des Bistums Krakau und des Landes Polen |             |        |
| Lambert III.                                 | 1082            | 1101  | ließ die Gebeine des Heiligen Stanislaus in die Wawel-Kathedrale überführen |             |        |
| Czasław                                      | 1101            | 1103  | von ihm stammt das älteste Inventar der Kathedrale |             |        |
| Baldwin                                      | 1103            | 1109  | französischer Abstammung, wurde in Rom zum Bischof geweiht |             |        |
| Maur                                         | 1110            | 1118  | französischer Abstammung, † 5. März 1118 in Krakau, seine sterblichen Überreste wurden bei Grabungsarbeiten 1938 in der Krypta von St. Leonard am Wawel entdeckt, wertvolle Grabbeigaben |             |        |
| Radost                                       | 1118            | 1142  | Wiederaufbau der zerstörten Wawel-Kathedrale, Klostergründer, † 19. Januar 1142 in Kielce |             |        |
| Robert                                       | 1142            | 1143  | weihte 1142 die wiedererrichtete Wawel-Kathedrale, von 1140 bis 1142 Bischof von Breslau † 11. April 1143, beigesetzt in der Krypta der Wawel-Kathedrale |             |        |
| Matthäus                                     | 1143            | 1166  | stand mit Bernhard von Clairvaux in Briefkontakt, Kloster- und Kirchengründer, † 18. Oktober 1166 |             |        |
| Gedko                                        | 1166            | 1185  | gründete mehrere Klöster im Bistum Krakau, 1184 brachte er Reliquien des Heiligen Florian nach Krakau und errichtete ihm zu Ehren eine Stiftskirche in Krakau, † 1185 | .           |        |
| Fulko                                        | 1185            | 1207  | Papst Urban III. weihte ihn zum Bischof, er machte die erste Krankenhausstiftung in Krakau, † 11. September 1207 und wurde in der Krypta der Wawel-Kathedrale beigesetzt |             |        |
| Vinzenz Kadlubek                             | 1208            | 1218  | er war der erste Bischof der vom Domkapitel gewählt wurde, nach seinem Rücktritt zog er sich in das Zisterzienser-Kloster Jędrzejów zurück, † 1223 und wurde dort beigesetzt. 1764 wurde er von Papst Clemens XIII. seliggesprochen und er wurde in die Wawel-Kathedrale überführt. Er ruht dort in der Tomickikapelle zusammen mit Bischof Peter Tomicki († 1223)        |             |        |
| Iwo Odrowąż                                  | 1218            | 1229  | studierte in Paris, Papst Honorius III. wollte ihn zum Erzbischof von Gnesen ernennen, er verweigerte die Amtsannahme, 1218 wählte ihn das Krakauer Domkapitel zum Bischof, er gründete viele Klöster und baute Kirchen, † 21. Juli 1229 in Modena während einer Italienreise, sein Leichnam wurde nach Krakau überführt und in der dortigen Dominikanerkirche beigesetzt |             |        |
| Wisław von Kościelec (Wisław Zabawa)         | 1229            | 1242  | holte Franziskaner nach Krakau die hier ein Kloster gründeten, am Ende seiner Amtszeit wurde Krakau von den Tataren zerstört, † 1242 |             |        |
| Johann Prandota (Jan Prandota von Białaczew) | 1242            | 1266  | in seiner Amtszeit wurde Bischof Stanislaus heiliggesprochen dessen Gedächtnis im Mai 1254 erstmals feierlich begangen wurde, † 20. September 1266, er wird in Krakau als heiligmäßig verehrt, wurde aber nie kanonisiert |             |        |
| Paweł von Przemanków                         | 1266            | 1292  | häufiger Streit mit den Fürsten von Krakau (Exkommunikation), eingekerkert |             |        |
| Prokop                                       | 1292            | 1294  | bereits seit 1276 Administrator des Erzbistums Gnesen, reiste nach Prag um König Wenzel II. den Treueeid zu leisten und ihn aus Herr und Beschützer der Kirche in Krakau anzuerkennen, † 8. Dezember 1294 und in der Wawel-Kathedrale beigesetzt |             |        |
| Johann Muskata                               | 1294            | 1320  | 1306 Kathedrale durch Brand zerstört, Stiftskirche wird Kathedralkirche, † 7. Februar 1320 und wurde im Zisterzienser-Kloster Mogila beigesetzt |             |        |
| Nankier Kołda                                | 1320            | 1326  | Beginn des Baues einer gotischen Wawel-Kathedrale, 1326 zum Bischof von Breslau ernannt, † 8. April 1341 im Ruf der Heiligkeit und wurde in der Kathedrale von Breslau beigesetzt, 1951 wurde der 1719 begonnene Seligsprechungsprozess abgeschlossen |             |        |
| Johann II. Grot                              | 1326            | 1347  | Past Johannes XXII. ernannte ihn am 1. Oktober 1326 in Avignon zum Bischof von Krakau, Weiterbau der Kathedrale, † 5. August 1347 in Wawrzeńczycach, beigesetzt in seiner Kapelle in der Wawel-Kathedrale |             |        |
| Peter I. von Falkow                          | 1347            | 1348  | wurde vom Krakauer Domkapitel zum Bischof gewählt, reiste in Begleitung des Bodzenta von Września zu Papst Clemens VI. nach Avignon um sich die Wahl bestätigen zu lassen, † 6. Juni 1348 in Avignon |             |        |
| Bodzenta von Września                        | 1348            | 1366  | war in der Delegation seines Vorgängers in Avignon der dort verstarb und ließ sich am 12. Juni 1348 vom Papst zu dessen Nachfolger weihen, sehr zum Unmut König Kasimir III. (Polen), † 12. Dezember 1366 in Kielce und wurde in der Marien-Kapelle der Wawel-Kathedrale beigesetzt                                                                                       |             |        |
| Florian von Mokrska                          | 1367            | 1380  | am 16. August 1367 zum Bischof von Krakau ernannt |             |        |
| Zawisza von Kurozweki                        | 1380            | 1382  | von 1352 bis 1353 Kanoniker in Sandomierz, von 1353 bis 1380 Domkapitular in Krakau, 1366 Ernennung zum Erzdiakon, 1380 Bischof von Krakau, er war auch von 1371 bis 1373 Vizekanzler und von 1373 bis 1379 Kanzler der Krone, 1381 wurde er ein Vicarius regni Poloniae, Stellvertreter des polnischen Königs                                                            |             |        |
| Johann III. Radlica                          | 1382            | 1392  | studierte Medizin in Frankreich, 1374 Domherr in Krakau, 1376 Leibarzt König Ludwig I. (Ungarn) und (Polen), 1380 Kanzler der Krone, am 5. Februar 1382 zum Bischof von Krakau ernannt, † 12. Januar 1392 |             |        |
| Peter II. von Wysz                           | 1392            | 1412  | am 19. Dezember^1392 zum Bischof von Krakau ernannt, gründete mit Genehmigung von Papst Bonifatius IX. 1397 die Theologische Fakultät der Universität Krakau, nahm 1409 am Konzil von Pisa teil und besuchte anschließend das Heilige Land, 1412 zum Bischof von Posen ernannt, † 30. September 1414 in Posen und wurde Posener Dom beigesetzt                            |             |        |
| Wojciech Jastrzębiec                         | 1412            | 1423  | am 26. April 1399 zum Bischof von Posen bestellt, am 9. August 1312 Bischof von Krakau, 9. Juli 1423 Erzbischof von Gnesen, † 2. September 1436 |             |        |
| Zbigniew Oleśnicki                           | 1423            | 1455  | * 5. Dezember 1389 in Sienno, am 1. Juli 1423 zum Bischof von Krakau bestellt, am 18. Dezember 1423 zum Priester geweiht, Bischofsweihe 19. Dezember 1423, am 8. Januar 1440 zum Kardinal kreiert, † 1. April 1455 |             |        |
| Tomasz Strzępiński                           | 1455            | 1461  | * 10. August 1398, am 25. September 1455 zum Bischof von Krakau bestellt, konsekriert 25. Januar 1456, † 22. September 1460 |             |        |
| Jakob I. von Sienna                          | 1461            | 1463  | * 1413, am 24. November 1460 zum Bischof von Krakau bestellt, resigniert am 7. Januar 1462, am 19. Oktober 1464 Bischof von Kujawien und Pommern, 17. Dezember 1473 Erzbischof von Gnesen, † 4. Oktober 1480 |             |        |
| Johann IV. Gruszczynski                      | 1463            | 1464  | * 1405, studierte in Krakau und wurde 1450 zum Bischof von Kujawien ernannt, konsekriert am 12. Januar 1451, 1463 Bischof von Krakau, 1464 Erzbischof von Gnesen, Primas von Polen und Litauen und Kanzler der Krone, † 8. Oktober 1473 |             |        |
| Johann V. Lutek                              | 1464            | 1471  | * Doliwa, 1463 Bischof von Kujawien, am 19. Oktober 1464 zum Bischof von Krakau ernannt, Vizekanzler der Krone, † 21. Mai 1471 |             |        |
| Johann VI. von Rzeszow                       | 1471            | 1488  | holte den Nürnberger Bildhauer Veit Stoß (1447–1535), der in seiner Krakauer Zeit den berühmten Krakauer Hochaltar (1477–1484), das steinerne Kruzifix (1496), das Grabmal für König Kasimir IV. und den Stanislaus-Altar in der Marienkirche schuf |             |        |
| Friedrich Jagiello                           | 1488            | 1503  | * 27. Mai 1468 om Krakau, am 19. April 1488 zum Bischof von Krakau bestellt, sm 24. Mai 1488 vom Papst bestätigt, am 24. März 1493 zum Priester geweiht, am 20. September 1493 zum Kardinal kreiert, am 2. Oktober 1493 Erzbischof von Gnesen, † 13. März 1503 |             |        |
| Johann VII. Konarski                         | 1503            | 1524  | * 1447 am 21. Juli 1503 zum Bischof von Krakau ernannt, † 3. April 1525 |             |        |
| Peter III. Tomicki                           | 1524            | 1535  | * 1464, studierte in Bologna, 1511 zum Priester geweiht, 1514 zum Bischof von Przemysl ernannt und Bischofsweihe 1520 Bischof von Posen, 1524 Bischof von Krakau und Vizekanzler der Krone, † 29. Oktober 1535, beigesetzt in der von ihm erbauten und nach ihm benannten Tomicki-Kapelle (12) der Wawel-Kathedrale                                                       |             |        |
| Johann VIII. Latalski                        | 1536            | 1537  | * 1463, Gesandter des Königs Sigismund I., von Polen, 1525 zum Bischof von Posen ernannt, am 15. März 1536 Bischof von Krakau, am 17. August 1537 Erzbischof von Gnesen, † 19. August 1540 |             |        |
| Johann IX. Chojeński                         | 1537            | 1538  | * 17. März 1486, 1531 Bischof von Przemyśl, 1535 Bischof von Plock und Vizekanzler der Krone, 1537 Bischof von Krakau, Kanzler der Krone, † 11. März 1538, beigesetzt in der Wawel-Kathedrale |             |        |
| Peter IV. Gamrat                             | 1538            | 1545  | am 27. Oktober 1535 zum Bischof von Przemysl bestellt, am 17. August 1537 Bischof von Plock, am 6. Oktober 1538 Bischof von Krakau, am 28. Januar 1541 Erzbischof von Gnesen, † 27. August 1545 |             |        |
| Samuel Maciejowski                           | 1546            | 1550  | * 15. Januar 1499, 1539 Bischof von Chełm, 1541 Bischof von Plock, am 19. April 1546 zum Bischof von Krakau ernannt, † 26. Oktober 1550, beigesetzt in der nach ihm benannten Maciejowski-Kapelle (5) der Wawel-Kathedrale |             |        |
| Andrzej I. Zebrzydowski                      | 1551            | 1560  | von 1543 bis 1545 Bischof von Kamjanez (Ukraine), von 1545 bis 1546, Bischof von Chełm, am 19. Februar 1546 zum Bischof von Kujawien-Pommern bestellt, 1551 Bischof von Krakau, † 23. Mai 1560, beigesetzt in der nach ihm benannten Zebrzydowski-Kapelle (8) der Wawel-Kathedrale                                                                                        |             |        |
| Filip Padniewski                             | 1560            | 1572  | 1560 zum Bischof von Krakau bestellt, † 1572 |             |        |
| Franz I. Krasiński                           | 1572            | 1577  | * 10. April 1525, am 2. Juni 1572 zum Bischof von Krakau bestellt, Bischofsweihe am 6. Januar 1573, † 16. März 1577 |             |        |
| Peter V. Myszkowski                          | 1577            | 1591  | am 5. Juli 1577 zum Bischof von Krakau bestellt, † 1591 |             |        |
| Jerzy Radziwiłł                              | 1591            | 1600  | * 31. Mai 1556, am 17. Dezember 1574 zum Koadjutorbischof von Willna bestellt, am 31. Dezember 1579 Bischof von Vilnius, am 10. April 1583 zum Priester geweiht, am 12. Dezember 1583 zum Kardinal kreiert, Bischofsweihe am 6. Januar 1583, am 9. August 1591 Bischof von Krakau, † 21. Januar 1600                                                                      |             |        |
| Bernard Maciejowski                          | 1600            | 1605  | * 1548 in Malopolska (Polen), 1586 zum Priester geweiht, am 8. Juni 1587 zum Bischof von Luceoria o Łuck bestellt, Bischofsweihe am 24. Januar 1588 durch den Erzbischof von Gnesen Stanisław Karnkowski, am 23. Mai 1600 Bischof von Krakau, am 9. Juni 1604 zum Kardinal kreiert, am 31. Juli 1606 Erzbischof von Gnesen, † 19. Januar 1608                             |             |        |
| Peter VI. Tylicki                            | 1607            | 1616  | * 1543 in Kowale, Am 17. August 1595 zum Bischof von Kulm bestellt, Bischofsweihe im Oktober 1595, am 7. Oktober 1600 Bischof von Ermland, im November 1605 Bischof von Kujawien-Pommern, im Januar 1607 Bischof von Krakau † 13. Juli 1616 |             |        |
| Marcin Szyszkowski                           | 1616            | 1630  | * 1554 in Iłży am 24. November 1603 zum Koadjutorbischof von Luzk und Titularbischof von Christopolis ernannt, Bischofsweihe am 9. Mai 1604, am 18. Juli 1607 Bischof von Plock, am 17. Oktober 1616 zum Bischof von Krakau, † 30. April 1630 |             |        |
| Andrzej II. Lipski                           | 1630            | 1631  | * 1572 in Rzeplinie, am 20. Februar 1617 zum Bischof von Luzk ernannt, am 20. November 1623 Bischof von Kujawien-Pommern, am 2. Dezember 1630 Bischof von Krakau, † 4. September 1631 |             |        |
| Johann X. Wasa SJ                            | 1632            | 1634  | * 25. Mai 1612 in Krakau, am 19. November 1629 von Papst Urban VII. zum Kardinal in pectore kreiert, am 20. November 1632 Bischof von Krakau, am 20. Dezember 1632 off. Kreierung zum Kardinaldiakon und Einzug in die Titelkirche Santa Maria in Aquiro, † 29. Dezember 1634                                                                                             |             |        |
| Jakob II. Zadzik                             | 1635            | 1642  | * 1582, 1624 zum Bischof von Kulm ernannt, am 17. September 1635 Bischof von Krakau, † 17. März 1642 in Bodzentyn |             |        |
| Peter VII. Gembicki                          | 1642            | 1657  | am 22. September 1632 zum Bischof von Przemysl ernannt, Bischofsweihe am 22. Februar 1637 durch Jan Wężyk Erzbischof von Gnesen, am 10. November 1642 Bischof von Krakau, † 14. Juli 1657 |             |        |
| Andrzej III. Trzebicki                       | 1658            | 1679  | am 12. Dezember 1654 zum Bischof von Przemysl ernannt, am 2. März 1658 Bischof von Krakau, † 28. Dezember 1680 |             |        |
| Johann XI. Malachowski                       | 1681            | 1699  | * 1623, 1655 in Lemberg zum Priester geweiht, am 22. Juni 1676 zum Bischof von Kulm ernannt, Bischofsweihe am 9. September 1676 durch den Bischof von Plock, Bonaventura Madaliński, Mitkonsekratoren waren der Weihbischof von Ermland, Tomasz Ujejski SJ, und der Weihbischof von Plock, Stanislaw Calowanski, am 12. Mai 1681 Bischof von Krakau, † 20. August 1699    |             |        |
| Stanisław II. Dąmbski                        | 1700            | 1700  | * 1638 in Lubaniec, am 18. Dezember 1673 zum Bischof von Chełm ernannt, am 19. Oktober 1676 Bischof von Luck, am 20. April 1682 Bischof von Plock, am 7. Juli 1692 Bischof von Kujawien-Pommern, am 30. März 1700 Bischof von Krakau, † 28. November 1700 |             |        |
| Georg II. Denhoff                            | 1701            | 1702  | * April 1640, am 1. April 1686 zum Bischof von Kamieniec ernannt, am 19. Oktober 1689 Bischof von Przemysl, am 9. Mai 1701 Bischof von Krakau, † 16. März 1702 in Kielce und wurde in der Familiengruft in Częstochowa beigesetzt |             |        |
| Kasimir Lubienski                            | 1710            | 1719  | seit 1701 Weihbischof in Krakau wurde er 1702 Administrator des Bistums Krakau auch während seiner Zeit als Bischof von Chełm (1705–1710) und wurde am 7. Mai 1710 zum Bischof von Krakau ernannt, † 2. Mai 1719 |             |        |
| Felicjan Szeniawski                          | 1720            | 1732  | * 24. November 1668 in Posteniecz am 11. November 1694 zum Priester geweiht, am 25. Juni 1706 zum Bischof von Kujawien-Pommern ernannt, Bischofsweihe am 20. Februar 1707 durch Stanisław Szembek dem Erzbischof von Gnesen, am 3. Juli 1720 Bischof von Krakau, † 2. Juli 1732                                                                                           |             |        |
| Johann XII. Alexander Lipski                 | 1732            | 1746  | * Juni 1690 in Huczkov, am 1. April 1713 zum Diakon geweiht, Priesterweihe am 23. April 1717, am 31. März 1732 zum Bischof von Luzk bestellt, Bischofsweihe am 25. Mai 1732 durch Teodor Andrzej Potocki dem Erzbischof von Gnesen, am 19. Dezember 1732 Bischof von Krakau, am 20. Dezember 1737 durch Papst Clemens XII. zum Kardinal kreiert, † 20. Februar 1746       |             |        |
| Andrzej Stanisław Załuski                    | 1746            | 1758  | * 2. Dezember 1695 in Jedlińsk, am 22. November 1723 zum Bischof von Plock bestellt, Bischofsweihe am 13. Februar 1724, am 9. November 1736 Bischof von Luzk, am 8. März 1739 Bischof von Kulm, am 12. März 1746 Bischof von Krakau, † 16. Dezember 1758 |             |        |
| Kajetan Sołtyk                               | 1759            | 1788  | * 12. November 1715 in Krakau, am 3. August 1738 zum Priester geweiht, am 22. September 1749 zum Koadjutorbischof von Kiev und Titularbischof von Emmaüs bestellt, 1756 Bischofsweihe am 19. April 1756 Bischof von Kiev, Am 12. Februar 1759 Bisch von Krakau, † 30. Juli 1788                                                                                           |             |        |
| Felix Turski                                 | 1788            | 1800  | * 14. Januar 1729 in Czarnocen, am 17. Februar 1754 zum Priester geweiht, am 22. April 1765 zum Bischof von Chełm bestellt, am 4. März 1771 Bischof von Luzk, am 20. November 1788 Bischof von Krakau, † 31. März 1800 |             |        |
| Andrzej Gawroński SJ                         | 1805            | 1813  | * 30. November 1740 in Lubienie, am 8. August 1756 Eintritt in die Societät, am 29. Oktober 1769 Priesterweihe, am 24. September 1804 zum Bischof von Krakau bestellt, Bischofsweihe am 25. November 1804 durch den Erzbischof von Wien Sigismund Anton von Hohenwart, SJ, † 7. April 1813                                                                                |             |        |
| Jan Pavel Woronicz SJ                        | 1815            | 1829  | * 3. Juli 1753 in Brodów, am 5. September 1770 Eintritt in die Societät. 5. Juni 1784 Priesterweihe, am 18. Dezember 1815 zum Bischof von Krakau ernannt, Bischofsweihe am 8. Mai 1816, am 28. Januar 1828 Erzbischof von Warschau, † 6. Dezember 1829 |             |        |
| Karol Skórkowski                             | 1830            | 1851  | am 27. Juli 1829 zum Bischof von Krakau ernannt, Bischofsweihe am 29. Januar 1830, † 25. Januar 1851 |             |        |
| Albin Kardinal Dunajewski                    | 1879            | 1894  | * 1. März 1817 in Stanislawów, am 28. Juli 1861 zum Priester geweiht, am 15. Mai 1879 zum Bischof von Krakau ernannt, Bischofsweihe am 18. Juni 1879, am 23. Juni 1890 zum Kardinal kreiert, † 18. Juni 1894 |             |        |
| Jan Kardinal Puzyna de Kosielsko             | 1895            | 1911  | * 13. September 1842 in Gwozdziec, am 1. Dezember 1878 zum Priester geweiht, am 26. Februar 1886 zum Weihbischof in Lemberg und Titularbischof von Memphis ernannt, Bischofsweihe am 25. März 1886, am 22. Januar 1895 Ernennung zum Bischof von Krakau, am 15. April 1901 von Papst Leo XIII. zum Kardinal kreiert, † 8. September 1911                                  |             |        |
| Adam Stefan Sapieha                          | 1911            | 1925  | * 14. Mai 1867 in Krasiczyn, am 1. Oktober 1893 zum Priester geweiht, am 24. November 1911 zum Bischof von Krakau ernannt, Bischofsweihe am 17. Dezember 1911 |             |        |

## Erzbischöfe von Krakau
| Name                          | von  | bis  | Anmerkung | Darstellung | Wappen |
| ----------------------------- | ---- | ---- | --- | ----------- | ------ |
| Adam Stefan Kardinal Sapieha  | 1925 | 1951 | seit 24. November 1911 Bischof von Krakau, mit Erhebung des Bistums zum Erzbistum, am 14. Februar 1925 Erzbischof von Krakau, am 18. Februar 1947 zum Kardinal kreiert, † 21. Juli 1951 |             |        |
| Eugeniusz Baziak              | 1951 | 1962 | Apostolischer Administrator |             |        |
| Karol Kardinal Wojtyła        | 1963 | 1978 | seit 4. Juli 1958 Weihbischof in Krakau, am 13. Januar 1963 zum Erzbischof von Krakau ernannt, am 26. Juni 1967 zum Kardinal erhoben, zu Papst Johannes Paul II. gewählt am 16. Oktober 1978, † 2. April 2005; am 1. Mai 2011 von Benedikt XVI. in Rom selig und am 27. April 2014 von Franziskus heiliggesprochen                                                                                            |             |        |
| Franciszek Kardinal Macharski | 1979 | 2005 | * 20. Mai 1927 in Krakau, am 2. April 1950 zum Priester geweiht, am 29. Dezember 1978 zum Erzbischof von Krakau ernannt, Bischofsweihe am 6. Januar 1979 in Rom, Einzug im Erzbistum Krakau am 28. Januar 1979, am 30. Juni 1979 zum Kardinal erhoben, emeritiert am 3. Juni 2005, † 2. August 2016 |             |        |
| Stanisław Kardinal Dziwisz    | 2005 | 2016 | * 27. April 1939 in Raba Wyżna, am 23. Juni 1963 zum Priester geweiht, 1966 Sekretär des Erzbischofs Wojtyła, am 7. Februar 1998 Präfekt des Päpstlichen Hauses und Titularbischof von San Leone, Bischofsweihe am 19. März 1998, am 29. September 2003 Titularerzbischof pro hac vice, am 3. Juni 2005 Erzbischof von Krakau, am 24. Mai 2006 zum Kardinal erhoben, Rücktritt angenommen am 8. Dezember 2016 |             |        |
| Marek Jędraszewski            | 2016 |      | * 24. Februar 1949 in Posen, am 24. Mai 1973 zum Priester geweiht, am 17. Mai 1997 Titularbischof von Forum Popilii und Weihbischof in Posen, Bischofsweihe am 29. Juni 1997, am 11. Juli 2012 Erzbischof von Łódź, am 8. Dezember 2016 Erzbischof von Krakau und seit März 2014 stellvertretender Vorsitzender der Polnischen Bischofskonferenz.                                                             |             |        |